# Ново-Янково
Ново-Янково (болг. Ново Янково) — село в Болгарии. Находится в Шуменской области, входит в общину Смядово. Население составляет 131 человек.

## Политическая ситуация
Ново-Янково подчиняется непосредственно общине и не имеет своего кмета.
Кмет (мэр) общины Смядово — Севи Атанасов Севев (Болгарская социалистическая партия (БСП)) по результатам выборов в правление общины.